# Calbe (Saale)
Calbe (Saale) ist eine Stadt im Salzlandkreis in Sachsen-Anhalt (Deutschland).

## Geographie
Calbe liegt am Rande eines Endmoränenzugs am linken Ufer der Saale, die bis Calbe für Europaschiffe ausgebaut ist. Die Kleinstadt liegt nahe dem geographischen Mittelpunkt Sachsen-Anhalts, der sich im 5 km entfernten Ort Tornitz befindet.
Calbe (Saale) ist von einer Reihe geschützter Biotope umgeben: im Norden liegen die schilfbestandenen Gribehner Teiche, östlich die Niederungen des Saalebogens und im Westen die Endmoränenhügel des bewaldeten Wartenberges.

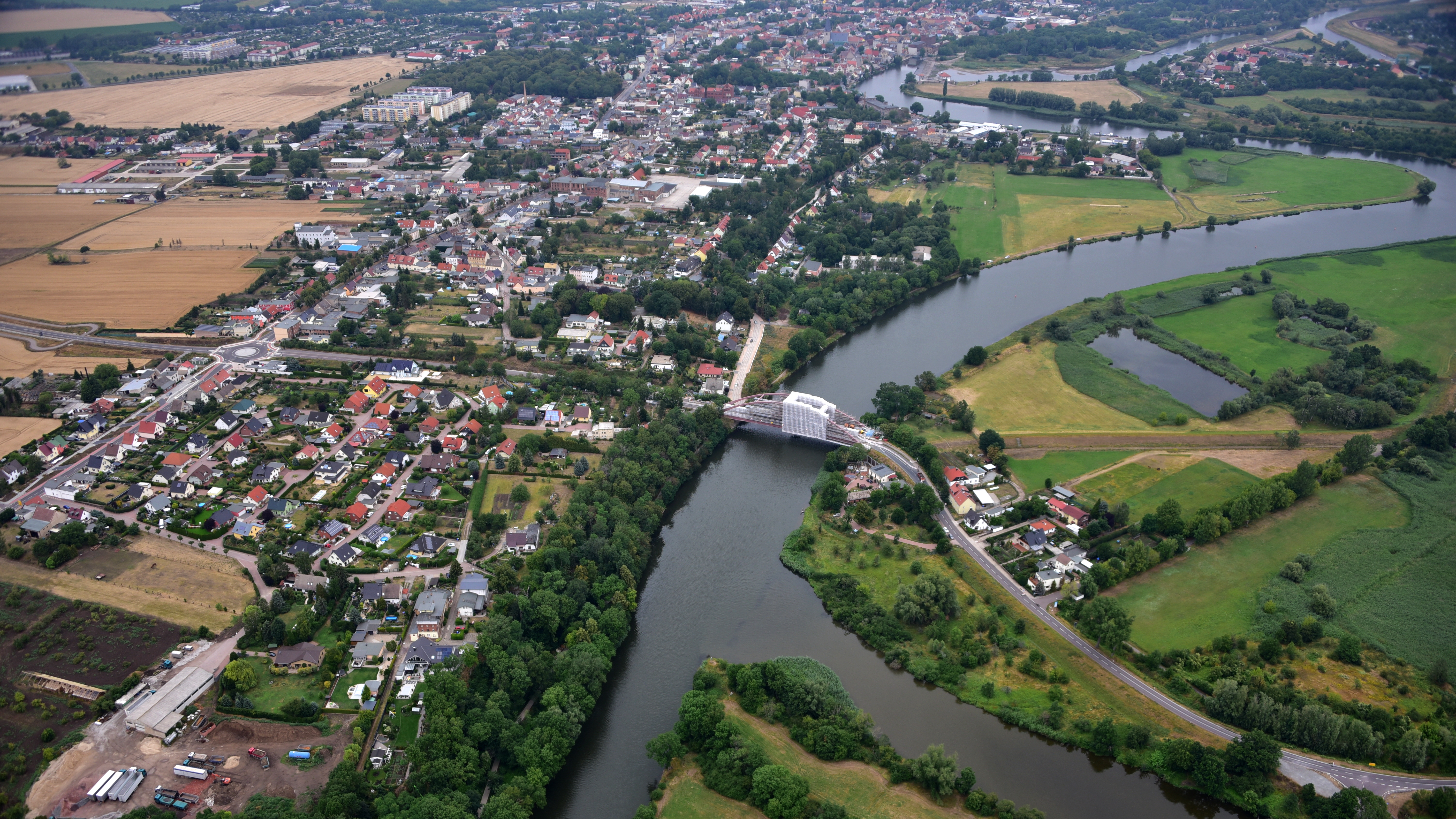
Calbe (Saale), Luftaufnahme (2019)

### Stadtgliederung
Zu Calbe (Saale) gehören die Ortsteile
| Ortsteil | Einwohner (2018) | Die Ortsteile von Calbe (anklickbare Karte) |
| -------- | ---------------- | ------------------------------------------- |
| Calbe    | 8.354            | Die Ortsteile von Calbe (anklickbare Karte) |
| Schwarz  | 401              | Die Ortsteile von Calbe (anklickbare Karte) |
| Trabitz  | 104              | Die Ortsteile von Calbe (anklickbare Karte) |

### Dialektgrenze
Calbe (Saale) liegt unmittelbar südlich der Benrather Linie und somit am Übergang von den hochdeutschen – genauer: den ostmitteldeutschen Dialekten zur niederdeutschen Sprache.

## Geschichte

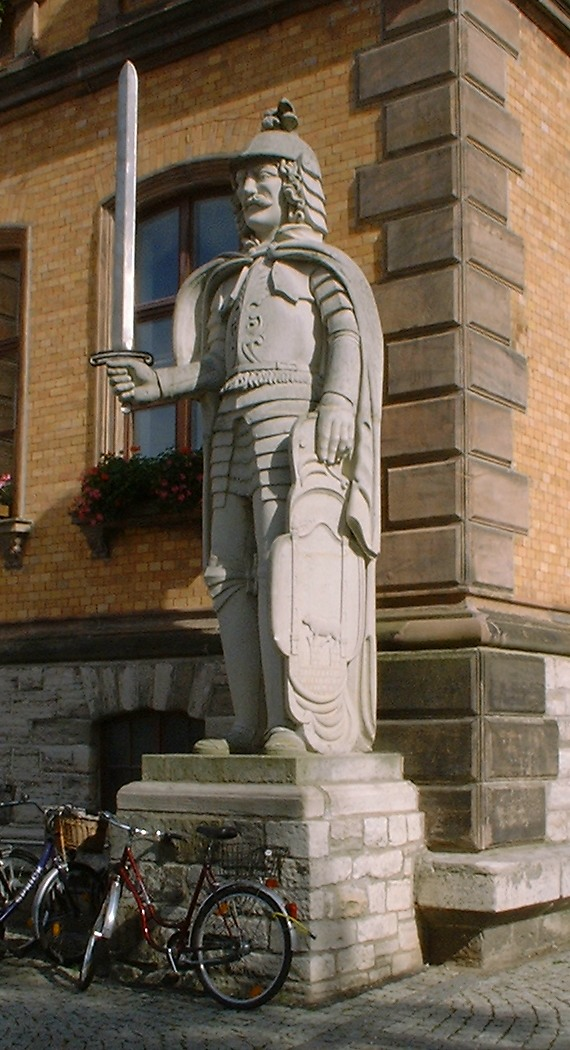
Rolandstatue auf dem Marktplatz

### Mittelalter
Die Stadt Calbe (Saale) wurde laut einer Urkunde des Königs Otto I. vom 13. September 936 unter dem Namen Calvo erstmals erwähnt. Man geht heute aber davon aus, dass Calbe älter ist: Eine Ansiedlung gab es vermutlich schon im 8. oder zu Beginn des 9. Jahrhunderts. Als Kristallisationspunkt der Marktsiedlung gilt der ottonische, vielleicht sogar karolingische Königshof (curtis regia) bzw. die Burganlage.

Karte von Calbe um 1750

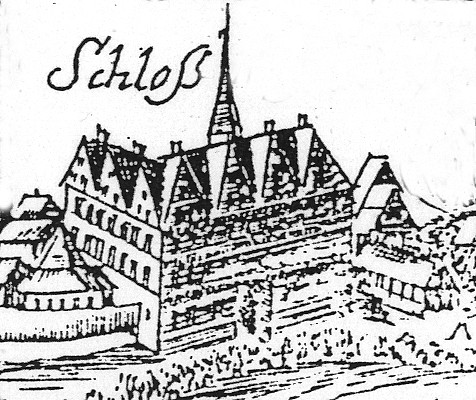
Schloss Calbe um 1700

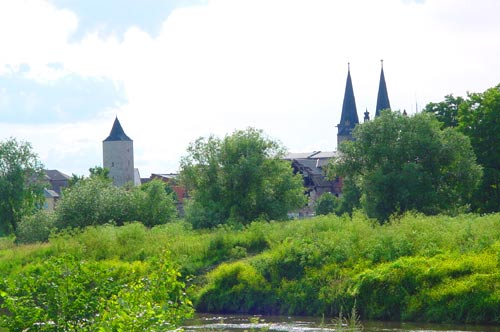
Blick von Osten über die Saale (links der „Hexenturm“, rechts die Stephani-Kirche)

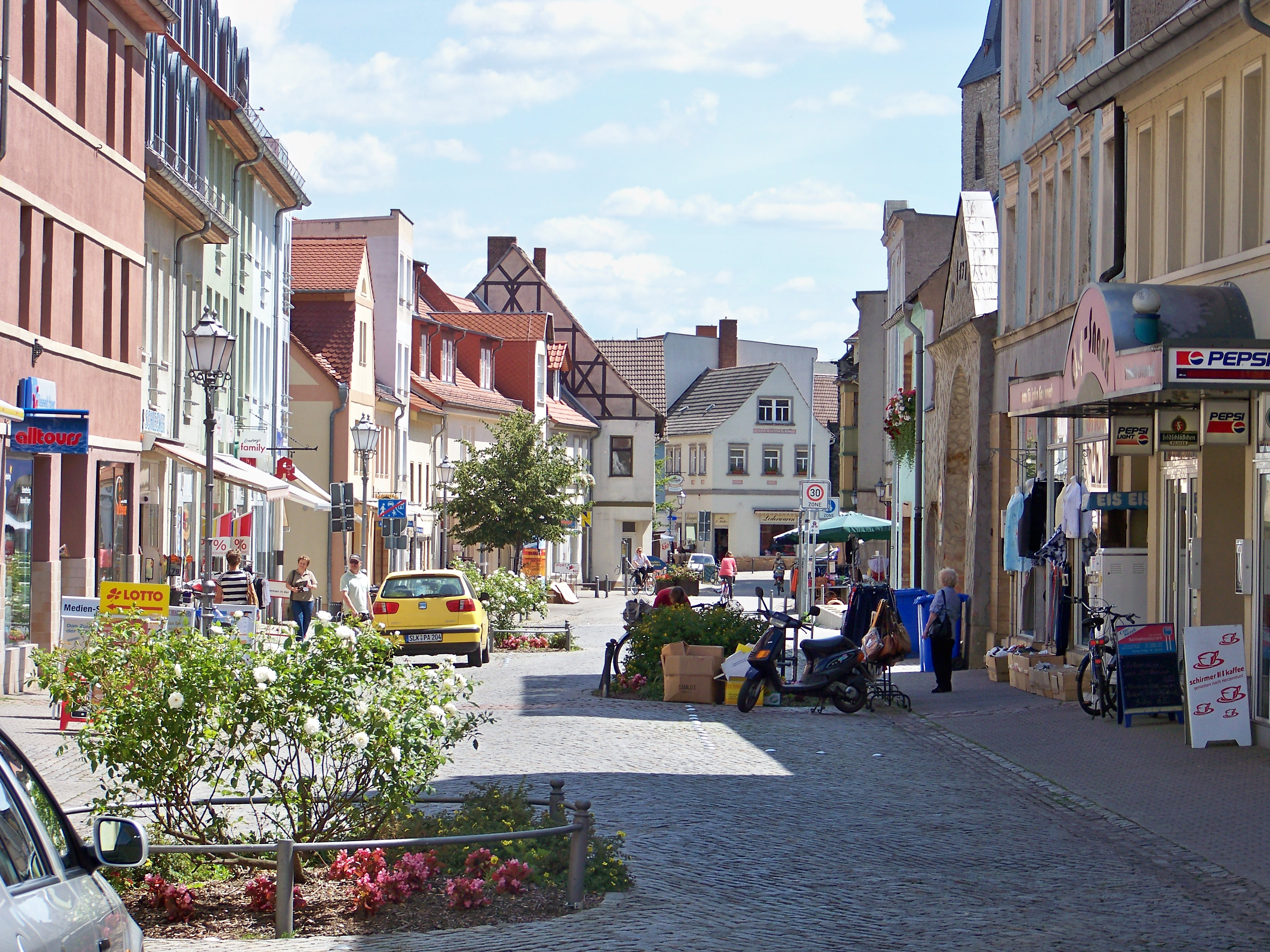
Loewestraße

Calbe bekam 1160 das Marktrecht verliehen. Die Saale bildete damals die Ostgrenze der deutschen Gebiete, sodass Calbe eine gute Ausgangslage für den Handel mit den benachbarten kolonisierten Slawen hatte (siehe Hochmittelalterliche Ostsiedlung). Von der Existenz einer Ratsverfassung darf im Spätmittelalter ausgegangen werden. Von 968 bis 1680 gehörte Calbe zum Erzbistum Magdeburg; die Magdeburger Erzbischöfe hatten ihren Sommer- und Zweitsitz auf dem Schloss Calbe. Die Rechtsprechung des Calber Schöffengerichts im 14. Jahrhundert (fast ausschließlich das Privatrecht betreffend) ist im so genannten Wetebuch von Calbe auch heute noch greifbar.

### Frühe Neuzeit
An den Erzbischof Albrecht IV. schickte Martin Luther 1517 und 1520 Briefe mit der Erläuterung seiner 95 Thesen. Da Kurfürst Albrecht sich damals in seiner kurmainzischen Residenz Aschaffenburg aufhielt, nahmen die Magdeburger erzbischöflichen Räte im Schloss Calbe am 17. November 1517 Luthers Brief vom 31. Oktober 1517 entgegen, eine Wegscheide der Reformation.
1634 wurde in Calbe die Hospital-Schwester Ursula Wurm als Hexe verbrannt. Seit der Zeit der Hexenverfolgungen wird der Wach- und Gefängnisturm hinter dem Rathaus der Hexenturm genannt.
1680 wurde Calbe als sogenannte Immediatstadt direkt dem brandenburg-preußischen Herzogtum Magdeburg unterstellt und lag bis 1807 im Holzkreis. In der Folge erlebte die Stadt als Tuch-Manufaktur-, später als Tuch-Industrie-Zentrum eine zweite wirtschaftliche, politische und kulturelle Blütezeit.

### 19. und 20. Jahrhundert
Von 1816 bis 1950 war Calbe Kreisstadt und Verwaltungssitz des preußischen Kreises Calbe a./S. Von 1849 bis 1879 bestand das Kreisgericht Calbe a.d. Saale, von 1879 bis 1951 das Amtsgericht Calbe (Saale). Das Ende des Aufschwungs kam mit dem Ersten Weltkrieg.
In den letzten Tagen des Zweiten Weltkriegs brannte bei Kampfhandlungen das Schloss Calbe aus, die Ruinen wurden 1951 beseitigt.
Eine dritte, nur wenige Jahre anhaltende wirtschaftliche und soziale Blüte brachte die Zeit Calbes als DDR-Industriestadt: 1950 entstand in Calbe das erste und einzige Niederschachtofenwerk der Welt. Der Betrieb wurde aber bereits 1968 wegen mangelnder Rentabilität eingestellt.

## Politik
- Linke: 2
- ALC/SPD: 4
- CDU/FDP: 6
- AfD: 2
- FWgC: 3

### Stadtrat
Der Stadtrat besteht entsprechend der Gemeindeordnung aus 17 ehrenamtlichen Ratsmitgliedern und dem Bürgermeister. Er wird auf die Dauer von fünf Jahren gewählt.
- CDU: 5 Sitze
- ALC: 3 Sitze
- FWgC: 3 Sitze
- AfD: 2 Sitze
- Linke: 2 Sitze
- SPD: 1 Sitz
- FDP: 1 Sitz

Stadtratsvorsitzender ist Mario Kannegießer (SPD).
(Kommunalwahl am 9. Juni 2024)

### Wappen
| | Blasonierung: „In Blau eine silberne Burg mit gezinnter, schwarz gefugter Mauer und zwei durch einen Wehrgang verbundenen, spitzbedachten und beknauften Türmen mit je einer schwarzen Rundbogenfensteröffnung; der Wehrgang mit an den Giebeln beknauften Walmdach, in der Mitte bekrönt mit einem beknauften Türmchen (Laterne) mit drei schwarzen Rundbogenfensteröffnungen. Zwischen den Türmen in Gold ein auf den Mauerzinnen stehendes, hersehendes rotes Kalb mit schwarzen Hufen.“ |
| Wappenbegründung: Die Farben sind Blau - Weiß (Silber). Das Wappen der Stadt basiert auf einem alten Stadtsiegel von 1289 mit der Umschrift: „SIGILLVM BVRGENSIVM .M. CALVE“ und führt dementsprechend die daraus abgeleitete Symbolik. Das Wappen wurde am 9. Mai 2000 durch das Regierungspräsidium Magdeburg genehmigt. | |

### Flagge
Die Flagge ist blau - weiß (1:1) gestreift (Hissflagge: Streifen von oben nach unten, Querflagge: Streifen von links nach rechts verlaufend) mit dem aufgelegten Stadtwappen.

### Städtepartnerschaft
Burgdorf (Region Hannover) ist seit 1990 Partnerstadt von Calbe.

## Wirtschaft und Infrastruktur
Auf Grund des sehr guten Ackerbodens wurde in Calbe schon immer Landwirtschaft betrieben. 1591 wurde der Zwiebelanbau erstmals erwähnt, der auch heute noch betrieben wird. Dies brachte der Stadt den Spitznamen Bollencalbe (Bolle = Zwiebel) ein. Weiterhin wurde zu damaliger Zeit Weidehaltung von Schafen betrieben. Die gewonnene Wolle legte den Grundstein für ein florierendes Tuchmachergewerbe, das später unter anderem die preußische Armee belieferte.
Bis zum Ersten Weltkrieg entwickelten oder gründeten sich unter anderem: Ziegeleien, Braunkohlegruben, Tuchfabriken, die Seifenfabrik Rudolf Imroth und die Papierfabrik Brückner. Die metallverarbeitende Industrie ist nach der Landwirtschaft der zweitgrößte Wirtschaftsfaktor der Stadt.
Bei Calbe befindet sich das leistungsstärkste deutsche Pflanzenölkraftwerk, mit 10 Megawatt Leistung.

### Niederschachtofenwerk
Einen industriellen Aufschwung erlangte Calbe mit der Inbetriebnahme des ersten Niederschachtofenwerkes der Welt 1951. So genannte Armerze (Siderit und Hämatit) aus den Harzer Gruben Büchenberg und Braunesumpf kamen hier zur Verhüttung.

### Verkehr

#### Eisenbahnverkehr

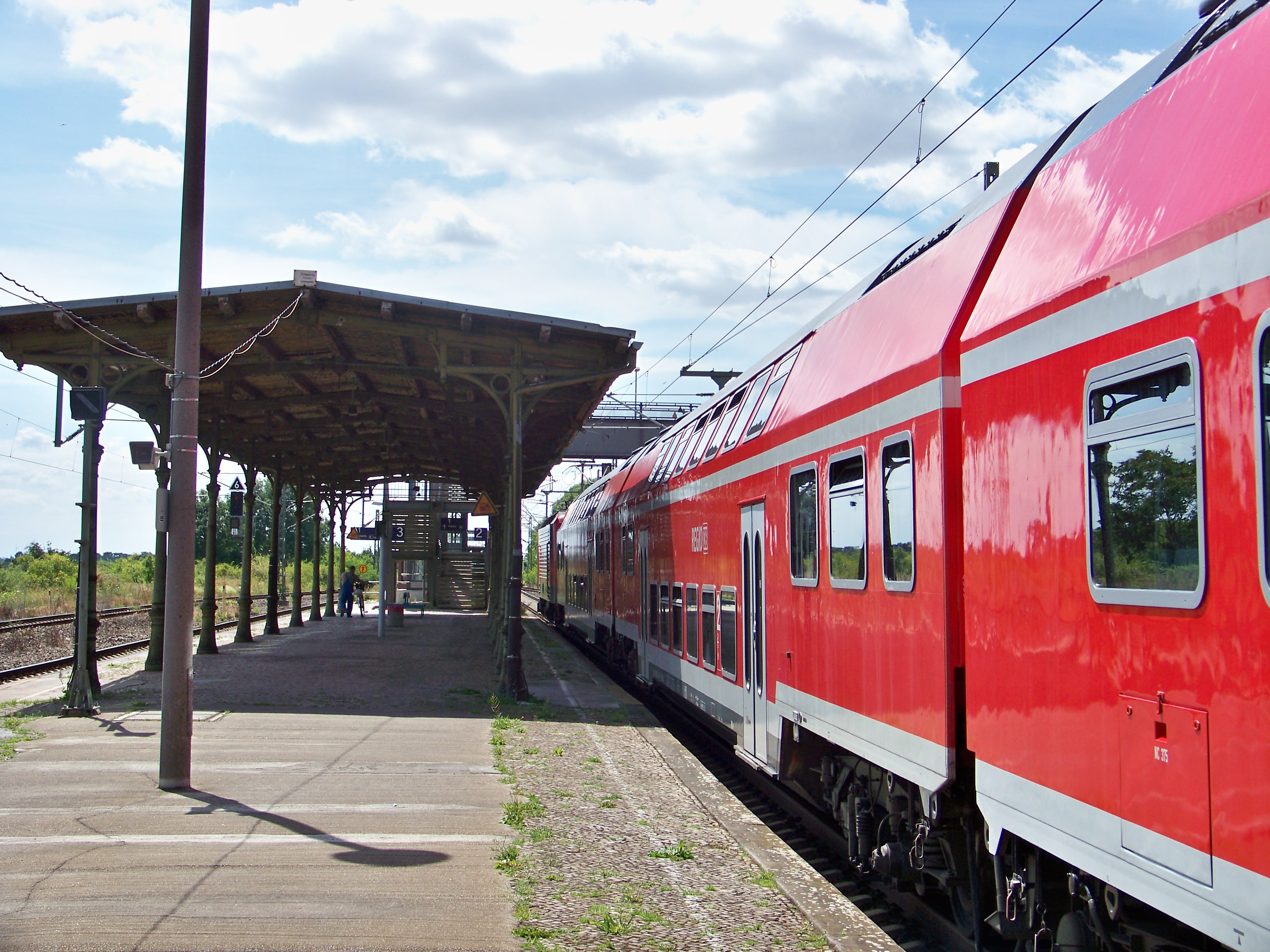
Bahnhof Calbe (Saale) Ost

Calbe verfügt über den Bahnhof Calbe (Saale) Ost an der zweigleisigen, elektrifizierten Bahnstrecke Magdeburg–Leipzig. Dort zweigt auch die eingleisige Verbindung der Bahnstrecke Bernburg–Calbe (Saale) nach Bernburg über den Bahnhof Calbe (Saale) West und den Haltepunkt Calbe (Saale) Stadt ab. Diese Haltepunkte liegen auch an der seit 2005 teilweise stillgelegten Bahnstrecke Berlin–Blankenheim.

#### Straßenverkehr
Calbe liegt direkt an der L 65, die von Magdeburg nach Bernburg führt. Die Stadt liegt auch an der L 63, die von Förderstedt über Calbe nach Dessau verläuft. Dann führt noch die L 68 von Calbe nach Barby.

#### Schifffahrt
Calbe liegt am schiffbaren Teil der Saale (bis Klasse IV). Bei Gottesgnaden liegt eine Schleuse.

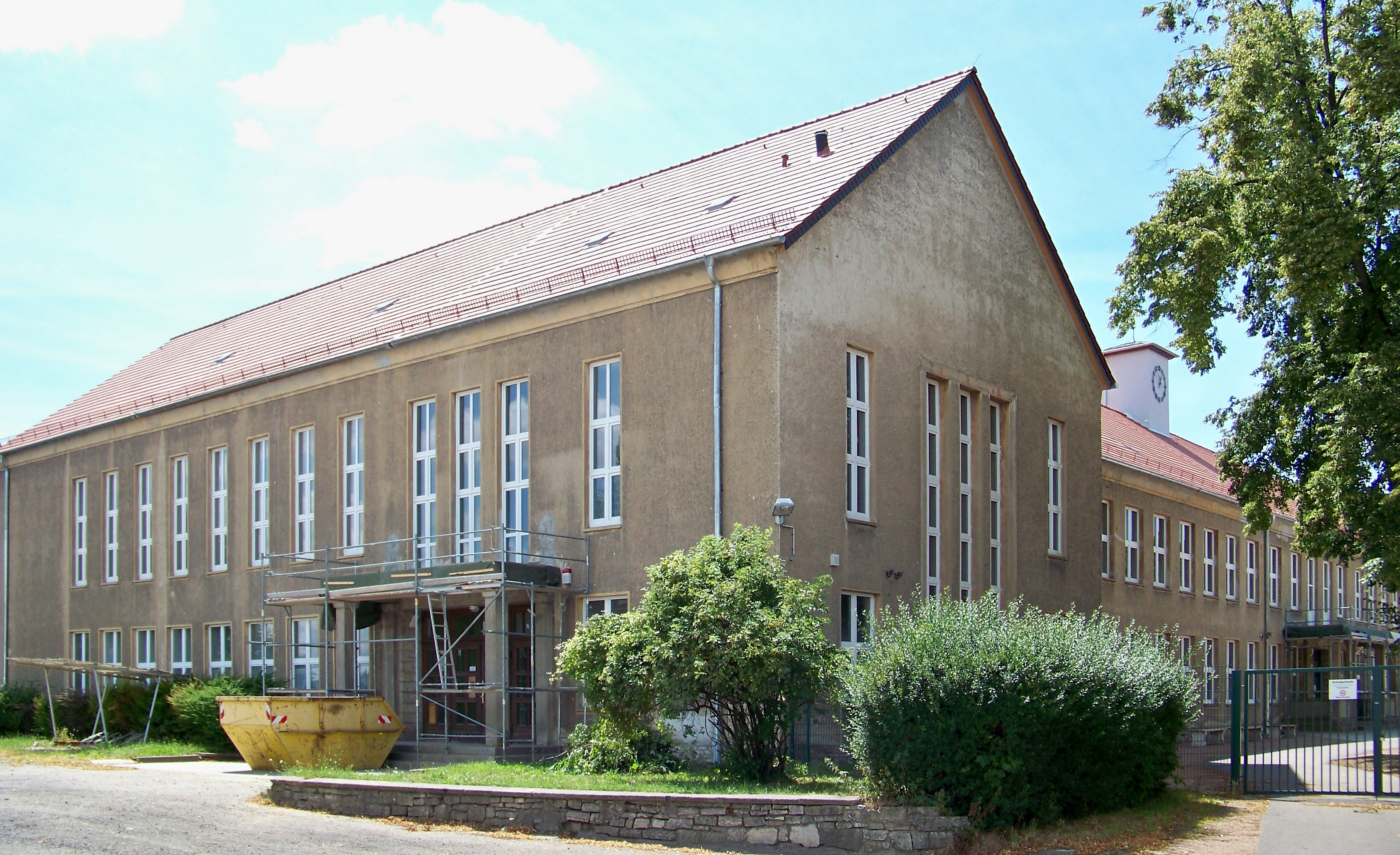
Friedrich-Schiller-Gymnasium

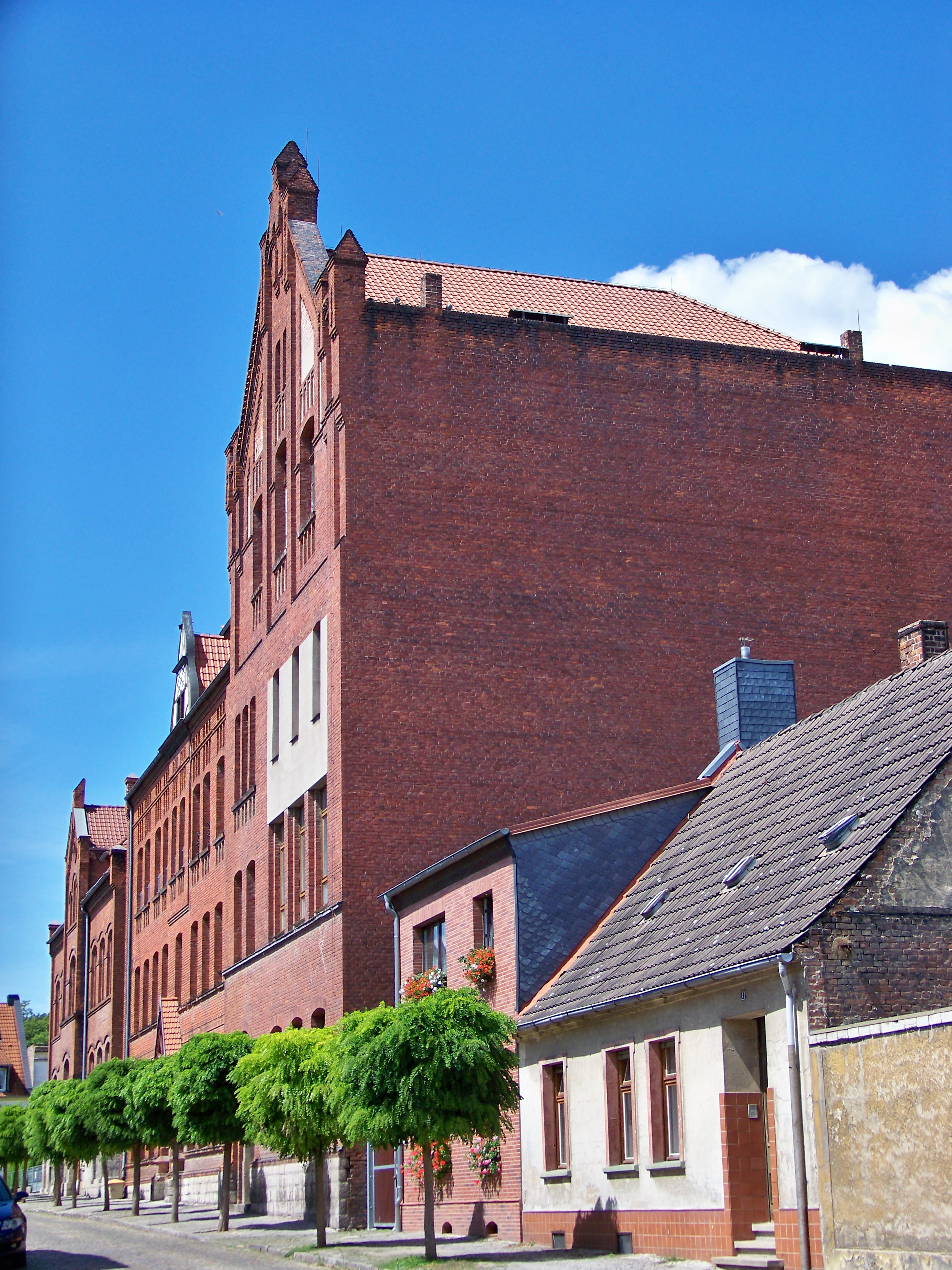
Grundschule Johann Wolfgang von Goethe

## Kirchen
- Evangelische St.-Stephani-Kirche
- Evangelische St.-Laurentii-Kirche
- Katholische Pfarrkirche St. Norbert
- Neuapostolische Heilig-Geist-Kirche

## Sehenswürdigkeiten
Die Sehenswürdigkeiten der Stadt werden auch online auf einem Stadtrundgang von Dieter H. Steinmetz vorgestellt.

### Bauwerke
- Schleuse Calbe
- Rathaus Calbe mit Rolandstatue

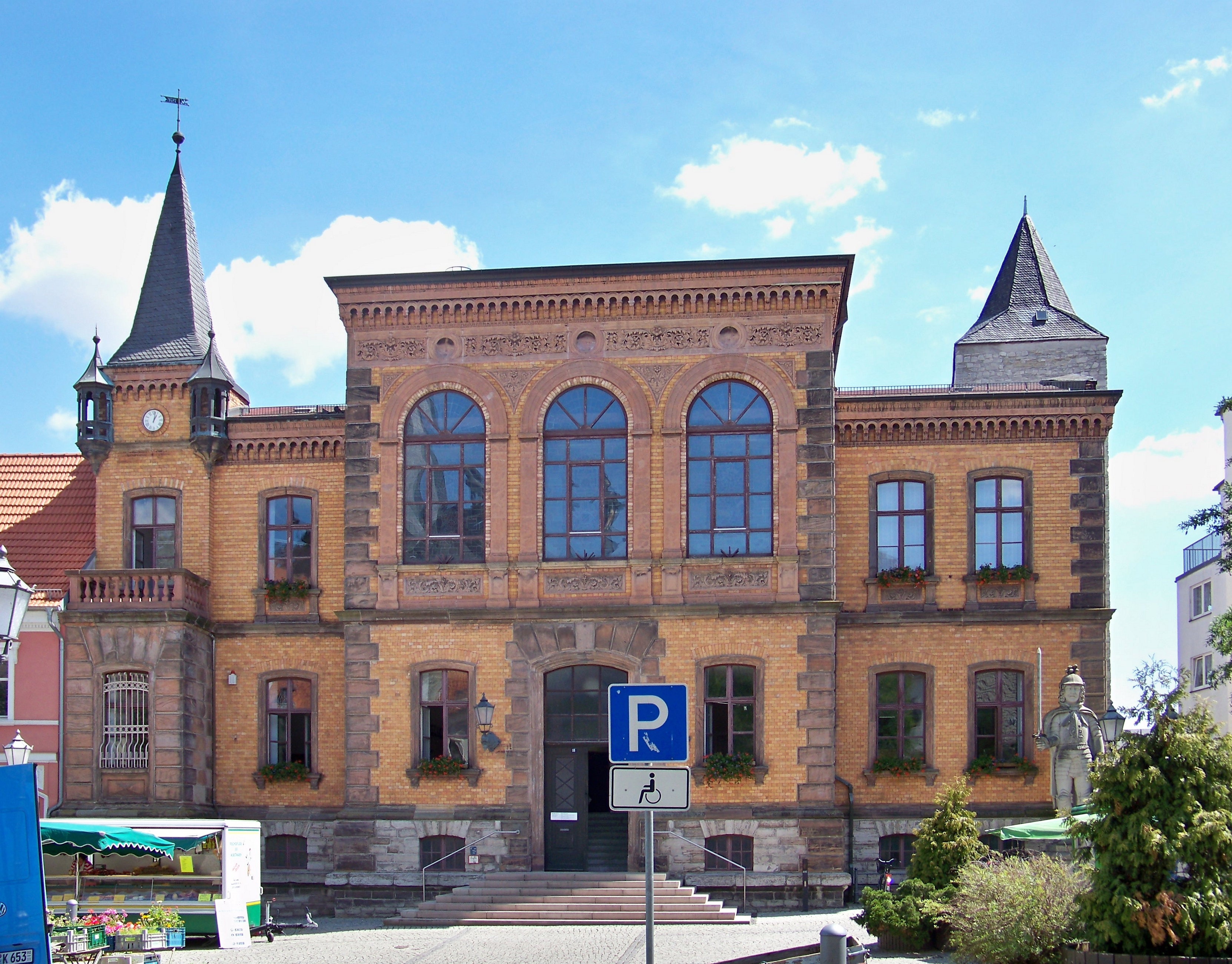
Rathaus

- Der Hexenturm war ein Wachturm der früheren Stadtbefestigung, deren Überreste noch erkennbar sind. Er diente als Ratsarchiv und Gefängnis für Schwerverbrecher. Heute wird er als Stadtarchiv verwendet und beherbergt neben Dokumenten aus der Stadtgeschichte auch Schriften von Johann Heinrich Hävecker und Friedrich Schiller.
- Der Blaue Turm, ursprünglich mit blauem Schiefer gedeckt, gehörte ebenfalls einst zur Befestigung der Stadt. In seiner jetzigen Form wurde er im 19. Jahrhundert im Garten der Landratswohnung wieder aufgebaut.
- Steinkreuz in der Nienburger Straße
- Papierfabrik, östlich hinter den Häusern des Marktplatzes am Wehr

### Gedenken

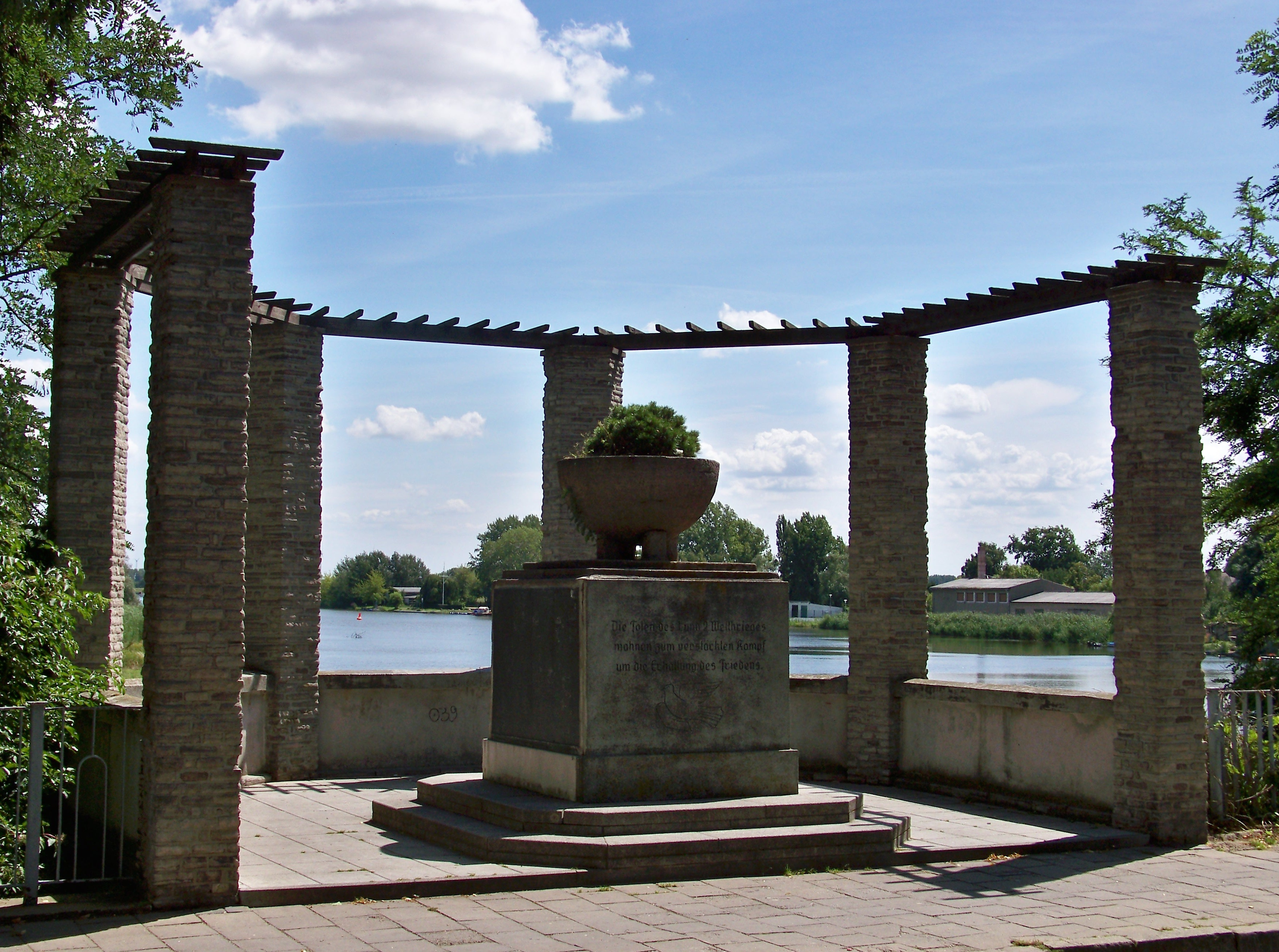
Kriegerdenkmal

- Bismarckturm auf dem Wartenberg bei Calbe, errichtet in Erinnerung an den als Einiger des Deutschen Reichs verehrten Reichskanzler Otto von Bismarck. Der Turm wurde am 22. März 1904, am 107. Geburtstag Kaiser Wilhelms I., feierlich eingeweiht.
- Kriegerdenkmal zum Gedenken an die im Ersten Weltkrieg gefallenen Calbener; mit einer umgebenden, halbrunden Pergola am 24. Juni 1929 im Beisein zahlreicher Krieger- und Veteranenvereine enthüllt.[9] Nach 1945 wurde die Widmung des Denkmals auf die Gefallenen und Opfer des Zweiten Weltkriegs erweitert.
- Gedenkwand am Eingang des Städtischen Friedhofs für 24 Frauen, Männer und ein Kleinkind aus verschiedenen Nationen, die während des Zweiten Weltkriegs Opfer von Zwangsarbeit wurden, sowie Gedenkwand für die deutschen OdF-Ausschüsse und nach 1945 verstorbene Antifaschisten
- Grabstätte auf dem Friedhof des Ortsteils Trabitz für einen unbekannten Polen, der während des Zweiten Weltkriegs nach Deutschland verschleppt und ein Opfer von Zwangsarbeit wurde
- Gedenkstein am stillgelegten Karl-Schröter-Schacht auf dem Hof der Agrargenossenschaft zur Erinnerung an den Bergmann und kommunistischen Stadtverordneten Karl Schröter, der 1940 an den Folgen einer erlittenen Zuchthaushaft starb.

## Schulen
- Friedrich-Schiller-Gymnasium (offenes Ganztags-Gymnasium)
- Heinrich-Heine-Schule (ehemals)
- Herder-Schule (Real-, Sekundar- und Hauptschule)
- Gotthold-Ephraim-Lessing-Schule (Grundschule)

## Kultur
Die Stadtbibliothek wurde 1911 gegründet. Überregionale Schlagzeilen machte die Stadt Calbe, als sie ihre Stadtbibliothek, die auf der Roten Liste Kultur stand, Ende 2012 schloss.

## Sport

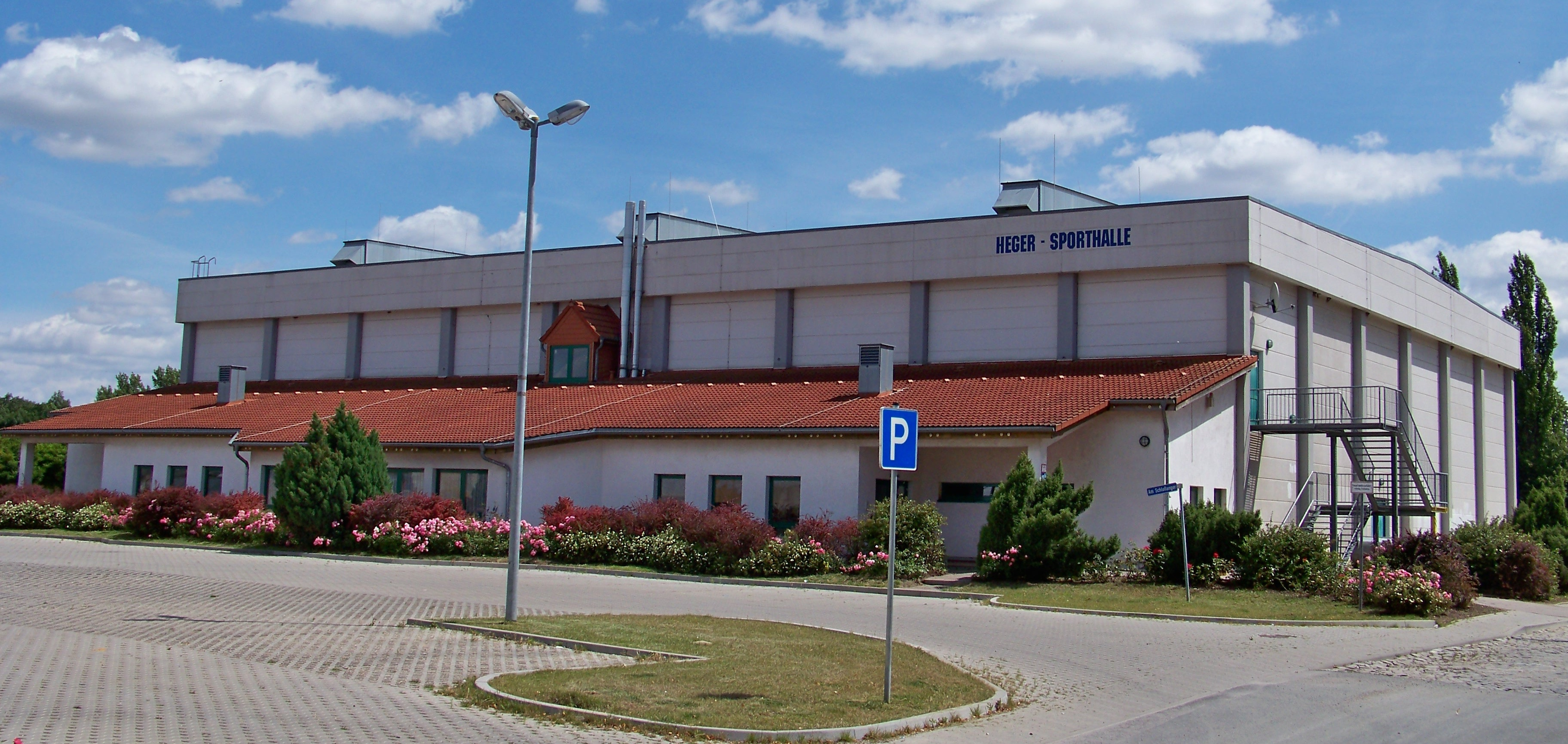
Heger-Sporthalle

- TSG Calbe

## Persönlichkeiten

### Söhne und Töchter der Stadt
- Sebastian Langhans (ca. 1477–ca. 1545), Jurist, Möllenvogt in Magdeburg
- Anna Margareta Wrangel Gräfin von Salmis (1622–1673), Ehefrau des schwedischen Heerführers und Staatsmanns Carl Gustav Wrangel
- Johann Ludolf Bünemann (1687–1759), Philologe und Literaturhistoriker
- Benjamin Friedrich von Reichenbach (1697–1750), preußischer Geheimrat, Präsident des Armendirektoriums
- Ferdinand Friedrich von Sandrart (1774–1866), Generalmajor
- Friedrich August Scheele (1776–1852), Superintendent und Oberpfarrer
- Philipp von Reichenbach (1783–1852), Generalleutnant
- Bernhard Grobe (1819–1891), Rittergutsbesitzer und Mitglied des Deutschen Reichstags
- Ernst Hundt der Ältere (1832–1906), Pfarrer
- Max Maercker (1842–1901), Agrikulturchemiker
- Gustav Hertel (1847–1903), Historiker
- Carl Miller (1860–1930), Kommunalpolitiker in Magdeburg
- Willy Wolterstorff (1864–1943), Geologe, Konservator und Herpetologe
- Hermann Krukenberg (1863–1935), Arzt
- August Blencke (1868–1937), Orthopäde
- Konrad Meyer (1875–1949), evangelischer Theologe, Pädagoge und Politiker
- Ernst Hundt der Jüngere (1877–1945), Kirchenjurist
- Otto Wilhelm Ernst Müller (1877–1941), Archivar
- Constantin von Dietze (1891–1973), Agrarwissenschaftler und Theologe
- Werner Schulze (1895–1966), Generalmajor der Wehrmacht
- Hans Sidow (1896–1945), Verwaltungsjurist und SS-Offizier
- Max Sidow (1897–1965), Schriftsteller
- Werner Trenkner (1902–1981), Komponist und Dirigent
- Werner Aßmann (1924–1993), Handballspieler
- Wilfried Ortmann (1924–1994), Schauspieler
- Heiner Vogel (1925–2014), Grafiker, Holzstecher und Autor
- Joachim Garz (1930–2016), Agrarwissenschaftler
- Karl-Heinz Schmidt (1932–2005), Astrophysiker
- Hermann Bley (1936–2012), Fußballspieler
- Hans Klima (* 1945), Schauspieler und Synchronsprecher
- Christina Berger (* 1946), Professorin für Werkstoffkunde an der Technischen Universität Darmstadt
- Siegfried von Rabenau (* 1953), Politiker
- Steffen Kammler (* 1965), Dirigent
- Mark Zabel (* 1973), Kanute
- Christian Hartmann (* 1974), Politiker, Mitglied des Sächsischen Landtags

### Persönlichkeiten, die mit Calbe in Verbindung stehen
- Till Eulenspiegel, Gaukler, in Calbe gibt es ein Eulenspiegeldenkmal
- Jacob Lüdecke (1625–1696), Jurist und Amtmann, Bürgermeister von Calbe
- Johann Heinrich Hävecker (1640–1722), Theologe und Chronist
- Bernhard von Beauvryé (1690–1750), Erbauer des Palais Beauvryé in Berlin, preußischer General, 1747 Amtshauptmann von Calbe
- Johann Ludwig Avenarius (1735–1805), Kriegs- und Steuerrat
- Johann Friedrich August Kinderling (1743–1807), Philologe
- Friedrich August Scheele (1776–1852), Superintendent und Oberpfarrer
- Wilhelm Loewe (1814–1886), Politiker, Parlamentspräsident des Rumpfparlaments
- Marie Nathusius (1817–1857), Erzählerin
- Hugo Sholto Oskar Georg von Douglas (1837–1912), Unternehmer
- Martin Patzelt (* 1947), langjähriger Heimleiter im St.-Elisabeth-Heim, CDU-Bundestagsabgeordneter und Beauftragter zur geschichtlichen Aufarbeitung ehemaliger DDR-Kinderheime im deutschen Bundestag
- Markus Scheibel (* 1964), Fußballschiedsrichter

## Trivia
- Ein Marskrater mit einem Durchmesser von 13,3 km wurde nach der Stadt Calbe benannt.
- Die Stadt Kalbe (Milde) im Norden Sachsen-Anhalts wurde bis 1952 ebenfalls Calbe geschrieben. Die Schreibweise wurde geändert, um Verwechslungen mit Calbe (Saale) zu vermeiden.